# Clossiana austreminens
Clossiana austreminens är en fjärilsart som beskrevs av Ruggero Verity 1950. Clossiana austreminens ingår i släktet Clossiana och familjen praktfjärilar. Inga underarter finns listade i Catalogue of Life.